# Campeonato Sul-Americano de Clubes de Voleibol Masculino de 1988
O Campeonato Sul-Americano de Clubes de Voleibol Masculino de 1988 foi a décima oitava edição do torneio organizada pela Confederação Sul-Americana de Voleibol, sediado na cidade de Lima-Peru, no mês de abril cuja final ocorreu no dia 14, e disputado entre quatro clubes do continente sul-americano em busca do título.

## Clubes Participantes
Banespa

 Club Ferro Carril Oeste

  Obras Sanitarias

 Universidad Católica do Chile.

## Terceiro lugar
| Data   |                  | Placar |                               | 1º Set | 2º Set | 3º Set | 4º Set | 5º Set | Total |
| ------ | ---------------- | ------ | ----------------------------- | ------ | ------ | ------ | ------ | ------ | ----- |
| 14 Abr | Obras Sanitarias | 3–?    | Universidad Católica do Chile |        |        |        |        |        |       |

## Final
| Data   |         | Placar |                         | 1º Set | 2º Set | 3º Set | 4º Set | 5º Set | Total |
| ------ | ------- | ------ | ----------------------- | ------ | ------ | ------ | ------ | ------ | ----- |
| 14 Abr | Banespa | 3–2    | Club Ferro Carril Oeste | 8–15   | 8–15   | 15–8   | 15–4   | 15–13  | 61–55 |

## Classificação Final
| Posição | Equipe                        |
| ------- | ----------------------------- |
| Gold.   | Banespa                       |
| Silver. | Club Ferro Carril Oeste       |
| Bronze. | Obras Sanitarias              |
| 4       | Universidad Católica do Chile |

| Campeonato Sul-Americano de Clubes de Voleibol Masculino de 1988 |
| ---------------------------------------------------------------- |
| Banespa 1 º título                                               |